# Pecan Pie

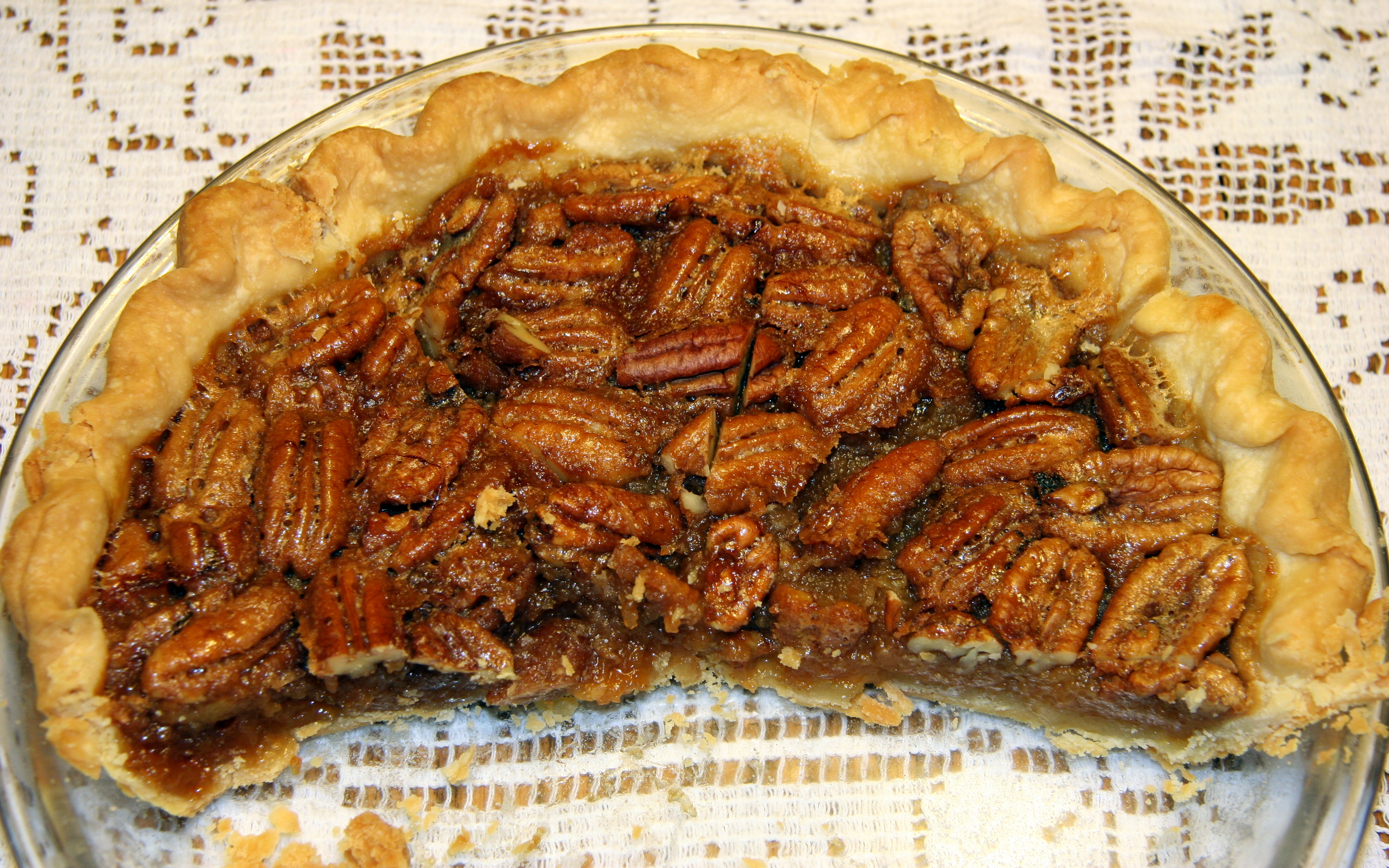
Ein hausgemachter Pecan Pie

Pecan Pie ist ein süßer Kuchen aus den USA, der mit Pecannüssen und Maissirup zubereitet wird. Er wird besonders an Feiertagen serviert und gilt als eine Spezialität der Südstaatenküche.

## Zutaten
Die meisten Rezepte für Pecan Pie beinhalten Speisesalz und Vanille als Gewürz. Auch Schokolade und Bourbon Whiskey werden manchmal verwendet, und meist wird der Kuchen mit gesüßter Schlagsahne serviert. Der Boden des Pie ist häufig aus Mürbeteig. Statt des Maissirups wird manchmal auch Melasse verwendet.

## Ursprung

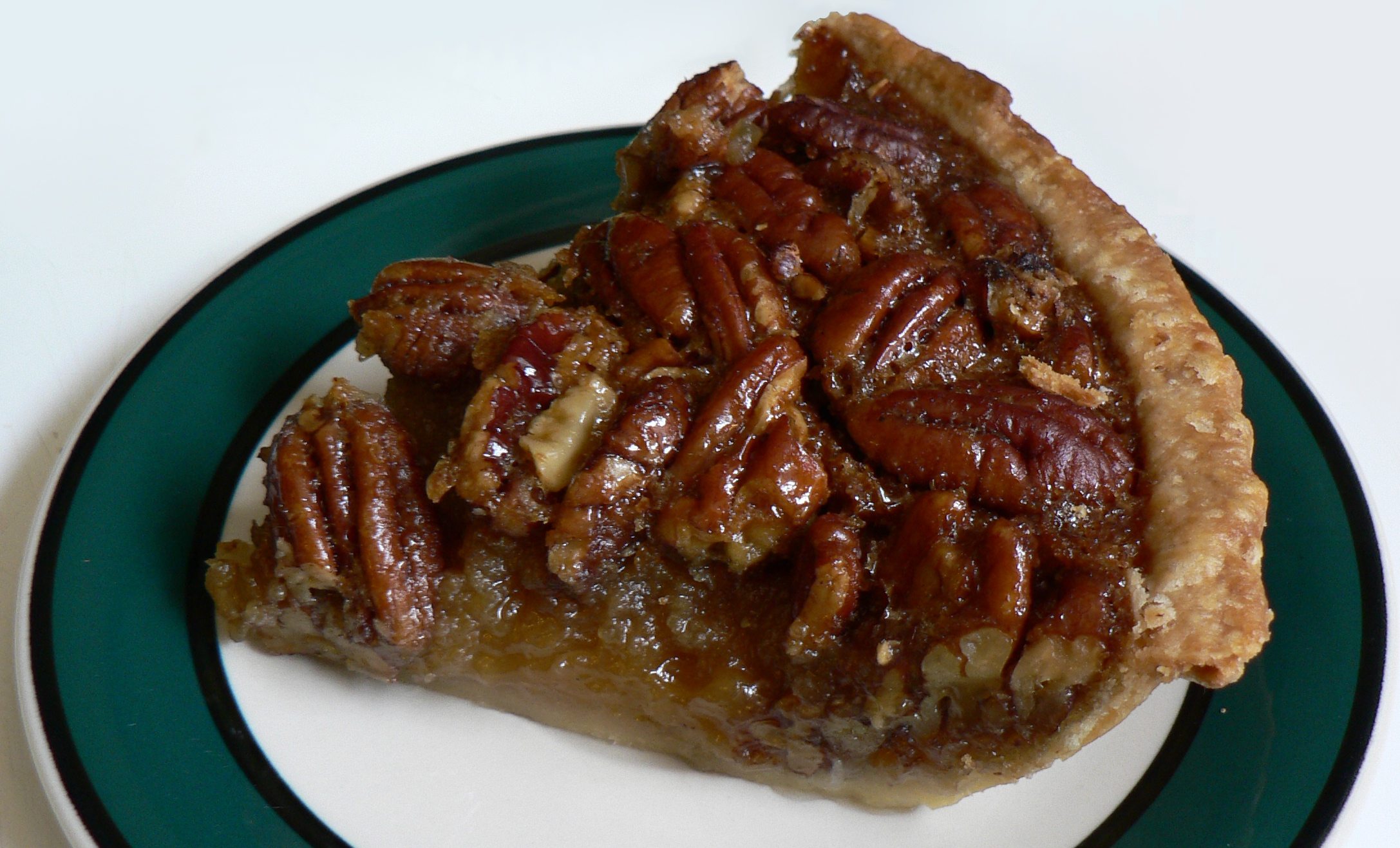
Ein Stück Pecan Pie

Pecan Pie soll von den Franzosen erfunden worden sein, nachdem sie sich in New Orleans niedergelassen hatten und von den indianischen Ureinwohnern mit den dortigen Walnussgewächsen bekannt gemacht wurden. Bekannt wurde das Gericht durch die Hersteller von Karo Syrup, die für sich in Anspruch nehmen, den Kuchen in den 1930ern als eine neue Verwendungsmöglichkeit für Maissirup entdeckt zu haben.

## Gesellschaftliche Bedeutung
In der amerikanischen Literatur und im Fernsehen findet Pecan Pie häufige Erwähnung. Meist wird er mit Weihnachten und anderen festlichen Anlässen assoziiert. Gemeinsam mit Pumpkin Pie gilt er als ein traditioneller Thanksgiving-Kuchen.